# いざよいの夕べ勉強会
いざよいの夕べ勉強会（いざよいのゆうべべんきょうかい）は、米国ボストンを中心とする生命科学研究者の日本人コミュニティ。略称はIZAYOI。
2012年3月現在、86名のメンバーで構成される。癌、肥満、免疫、脳神経科学など医学応用に近い研究分野から、より基礎的な細胞生物学、構造解析に分析化学、システム生物学、合成生物学まで様々な研究分野の専門家が集まる。
「サイエンス大好き人による、分野・年齢・肩書きを超えたネットワーク」「30歳違えども、ニックネームやさん付けで呼び合う集まりであり、お互いのサイエンスの輪と和を広げ、“科学”反応をどんどん励起すること」を会の趣旨としている。「10年、20年、30年先も、自由闊達にサイエンスを語り合う仲間！ 熱きネットワークを300年先まで贈ろう!人類発展へ“多くのきっかけ”を!」をいざよいの究極の目的としている。